# Made in Italy (Mau Mau)
Nel 2004 la casa discografica EMI dedica una collana agli artisti italiani che distribuisce.

Uno dei CD più venduti dell'iniziativa è dedicato ai Mau Mau.

## Descrizione
La raccolta contiene il meglio della produzione della band torinese, prima di Safari Beach.

## Tracce
1. La ola – 4:30
2. Ellis Island – 4:33
3. Adorè – 4:06
4. Bàss Paradis – 3:41
5. Balon Combo – 3:54
6. Makè Manà – 5:23
7. Mostafaj – 4:06
8. El Mat – 4:03
9. Paseo Colon – 4:47
10. Neir – 3:57
11. Soma La Macia – 3:58
12. Sauta Rabel – 3:53
13. Zeppelinda – 3:47
14. Eldorado – 5:42
15. Pueblos De Langa – 4:06
16. Per Amor – 3:49

## Formazione
- Luca Morino - chitarra e voce
- Fabio Barovero - fisarmonica e voce
- Tatè Nsongan - percussioni e voce
- Paolo Gep Cucco - batteria
- Josh Sanfelici - basso